# Landesamt für Soziales und Versorgung des Landes Brandenburg
Das Landesamt für Soziales und Versorgung des Landes Brandenburg (LASV) gewährt Leistungen in den Bereichen Soziales und Versorgung. Die Landesbehörde ist dem Ministerium für Soziales, Gesundheit, Integration und Verbraucherschutz nachgeordnet und hat ihren Hauptsitz in Cottbus.

## Geschichte
Am 15. März 1991 unterzeichnete das Ministerium für Arbeit, Soziales, Gesundheit und Frauen den Erlass zur Errichtung des Landesamtes für Soziales und Versorgung mit den damaligen Einrichtungen Landesversorgungsamt, Hauptfürsorgestelle, Landessozialamt, Landesgesundheitsamt und Landesamt für Psychiatrische Versorgung. Vorangegangen war der Einigungsvertrag vom 31. August 1990 zwischen der Bundesrepublik Deutschland und der Deutschen Demokratischen Republik sowie die Verordnung vom 29. Januar 1990 zur Errichtung von drei Versorgungsämtern mit Sitz in Cottbus, Potsdam und Frankfurt (Oder).

## Aufgaben
Die Landesbehörde übernimmt Aufgaben aus den Bereichen Soziales und Versorgung. Leistungen bilden die Feststellung und Anerkennung von Schwerbehinderungen, die Beratung und Versorgung im Sozialen Entschädigungsrecht, die Aufsicht, Prüfung und Beratung von unterstützenden Wohnformen, die Förderung sowie Beratung zur Aufnahme und Verteilung von Spätaussiedlern, jüdischen Zuwanderern und Geflüchteten sowie die Gewährung von Zuwendungen in den Bereichen Gesundheit, Frauen, Familien und Integration. Darüber hinaus ist das Integrationsamt mit seinen Leistungen an Arbeitgebern und Hilfen für Menschen mit Behinderungen zur Teilhabe am Arbeitsleben im LASV integriert.
Das Landesamt für Soziales und Versorgung ist an den Standorten Cottbus, Potsdam und Frankfurt (Oder) tätig und gliedert sich in folgende Abteilungen:
- Abteilung 1: Zentrale Dienste
- Abteilung 2: Soziales Entschädigungsrecht
- Abteilung 3: Schwerbehindertenfeststellungsverfahren
- Abteilung 4: Aufsicht I Teilhabe
- Abteilung 5: Pflegefonds I Kostenerstattungen I Zuwendungen

## Präsidenten
- 1991–1993: Otto Fichtner
- 1993–2006: Paul Meusinger
- 2006–2009: Jürgen Müller
- 2009–2023: Liane Klocek
- seit 2023: Christina Schröter